# Mike Munchak
Michael Anthony Munchak (Scranton, 6 marzo 1960) è un ex giocatore di football americano e allenatore di football americano statunitense.
Ha giocato per tutta la carriera con gli Houston Oilers, venendo indotto nella Pro Football Hall of Fame e il suo numero di maglia, il 63, è stato ritirato dalla franchigia. In seguito è stato il capo-allenatore dei Tennessee Titans dal 2011 al 2013. Al college giocò a football alla Pennsylvania State University.
Dal 2019 ricopre il ruolo di allenatore di linea offensiva per i Denver Broncos.

## Carriera da giocatore
Munchak venne selezionato come 8a scelta assoluta nel Draft NFL 1982 dagli Houston Oilers. Giocò 159 partite con gli Oilers, venendo convocato per 9 Pro Bowl in carriera e venendo costantemente considerato una delle migliori guardie della lega durante i suoi anni di attività professionistica.

### Vittorie e premi

#### Individuale
- Pro Bowl: 9

1984, 1985, 1987, 1988, 1989, 1990, 1991, 1992, 1993
- First-Team All-Pro: 4

1987, 1988, 1989 e 1991
- Second-Team All-Pro: 6

1983, 1984, 1985, 1990, 1992 e 1993
- Formazione ideale della NFL degli anni 1980
- Pro Football Hall of Fame (classe del 2001)

### Statistiche
| Partite totali             | 159 |
| Partite totali da titolare | 39  |

## Carriera da allenatore
Nel 1994 iniziò la sua carriera NFL negli Houston Oilers come assistente dell'attacco e della qualità e controllo fino al 1996, poi divenne l'allenatore dell'offensive line fino al 1998 dei Tennessee Oilers e successivamente dei Tennessee Titans fino al 2010. Il 7 febbraio 2011 diventò il nuovo capo allenatore dei Titans, chiuse la sua prima stagione con il record di 9 vittorie e 7 sconfitte, non riuscendo a qualificarsi per i playoff. Nel 2012 terminò con un record di 6 vittorie e 10 sconfitte e dopo essere rimasto nuovamente fuori dai playoff nel 2013 con un record 7-9, il 4 gennaio 2014 fu licenziato, segnando la fine della sua avventura con gli Oilers/Titans dopo 32 anni ininterrotti tra giocatore e allenatore.
Dal 2014 al 2018 ha ricoperto il ruolo di allenatore di linea offensiva per i Pittsburgh Steelers.
Dal 2019 è stato assunto per lo stesso incarico dai Denver Broncos.

### Record come capo-allenatore
| Squadra | Anno   | Stagione regolare | Stagione regolare | Stagione regolare | Stagione regolare | Stagione regolare | Playoff | Playoff | Playoff   |
| Squadra | Anno   | Vinte             | Perse             | Pareggiate        | Posizione         | Risultato         | Vinte   | Perse   | Risultato |
| ------- | ------ | ----------------- | ----------------- | ----------------- | ----------------- | ----------------- | ------- | ------- | --------- |
| TEN     | 2011   | 9                 | 7                 | 0                 | 2º AFC South      | no playoff        | -       | -       | -         |
| TEN     | 2012   | 6                 | 10                | 0                 | 3º AFC South      | no playoff        | -       | -       | -         |
| TEN     | 2013   | 7                 | 9                 | 0                 | 2º AFC South      | no playoff        | -       | -       | -         |
| Totale  | Totale | 22                | 26                | 0                 | -                 | -                 | -       | -       | -         |